# Patrick Cleburne
Patrick Cleburne (16 mars ou 17 mars 1828 – 30 novembre 1864) fut un soldat anglo-irlandais, servant dans la British Army et comme major-général dans l'armée des États confédérés durant la guerre de Sécession, où il fut tué dans la seconde bataille de Franklin.